# Ju Shou (Drei Reiche)
Jǔ Shòu (chinesisch 沮授; † 200) ist eine Figur aus Luo Guanzhongs Roman Die Geschichte der Drei Reiche, die im China der Zeit der Drei Reiche handelt. Sein reales Vorbild war wohl ein Offizier des chinesischen Warlords Yuan Shao.
Im Roman plädiert er oft dafür, überlegt gegen den ambitionierten Cao Cao vorzugehen, aber Yuan Shao hört nicht auf ihn und lässt ihn schließlich festnehmen und ins Gefängnis sperren. Nach Yuan Shaos Niederlage in der Schlacht von Guandu lässt sich Ju Shou nicht dazu überreden, sich Cao Cao zu unterwerfen und wird getötet.